# Sheba (film)
Sheba è un film muto del 1919 diretto da Cecil M. Hepworth.

## Trama
Una giovane donna si sposa con un affascinante e ricco cantante d'opera rimasto vedovo con un bambino. Ma la prima moglie non è morta come lui credeva e Sheba si sacrifica, tirandosi da parte, per lasciarlo libero di ritornare da lei.

## Produzione
Il film fu prodotto dalla Hepworth.

### Cast
- Ronald Colman (1891-1958) che, in seguito sarebbe diventata una star di Hollywood vincendo anche un Oscar, vi appare in un ruolo da comparsa.

## Distribuzione
Distribuito dalla Butcher's Film Service, il film uscì nelle sale cinematografiche britanniche nell'ottobre 1919.
Si pensa che sia andato distrutto nel 1924 insieme a gran parte degli altri film della Hepworth. Il produttore, in gravissime difficoltà finanziarie, pensò in questo modo di poter almeno recuperare l'argento dal nitrato delle pellicole.